# Caio Magalhães
Caio Magalhães é um lutador de MMA Brasileiro, atualmente compete no Ultimate Fighting Championship no Peso Médio.

## Carreira no MMA

### Ultimate Fighting Championship
Magalhães fez sua estréia no UFC em 8 de Junho de 2012 no UFC on FX: Johnson vs. McCall para enfrentar Buddy Roberts. Magalhães foi dominado o tempo todo, já que Roberts era mais rápido e Maglhães estava com dificuldade de botar pra baixo porque já estava cansado. Magalhães perdeu por Decisão Unânime (30-27, 30-27 e 29-28).
Magalhães era esperado para substituir Thiago Bodão no duelo contra o holandês Michael Kuiper em 19 de Janeiro de 2012 no UFC on FX: Belfort vs. Bisping, porém se lesionou e foi obrigado a se retirar do combate.
Magalhães enfrentou Karlos Vemola em 8 de Junho de 2013 no UFC on Fuel TV: Nogueira vs. Werdum, e após quase finalizar no primeiro round, venceu por finalização no terceiro com um mata leão.
Magalhães enfrentou o canadense Nick Ring em 7 de Dezembro de 2013 no UFC Fight Night: Hunt vs. Pezão. Em uma luta bem movimentada e equilibrada, Magalhães venceu por decisão unânime.
Magalhães era esperado para enfrentar Josh Samman em 19 de Abril de 2014 no UFC on Fox: Werdum vs. Browne. Porém, uma lesão tirou Samman da luta e ele foi substituído pelo estreante no UFC Luke Zachrich. Em uma performance incrível, Magalhães venceu por nocaute técnico nos primeiros instantes do primeiro round.
Caio enfrentou o americano Trevor Smith em 8 de Novembro de 2014 no UFC Fight Night: Shogun vs. St. Preux e venceu por nocaute com apenas 31 segundos de luta, em mais uma performance incrível.
Magalhães foi brevemente ligado a uma luta contra Mark Muñoz em 28 de Fevereiro de 2015 no UFC 184. No entanto, uma lesão antiga o fez recusar a luta e ser substituído por Roan Carneiro.
A luta contra Josh Samman foi remarcada para acontecer em 12 de Julho de 2015 no TUF 21 Finale. Ele foi derrotado por finalização com um mata leão no primeiro round.

## Cartel no MMA
| Cartel no MMA   |            |            |
| 12 lutas        | 9 vitórias | 3 derrotas |
| Por nocaute     | 3          | 0          |
| Por finalização | 3          | 1          |
| Por decisão     | 3          | 2          |

| Res.    | Cartel | Oponente                 | Método                             | Evento                                | Data       | Round | Tempo | Local             | Notas |
| ------- | ------ | ------------------------ | ---------------------------------- | ------------------------------------- | ---------- | ----- | ----- | ----------------- | ----- |
| Derrota | 9-3    | Brad Tavares             | Decisão (dividida)                 | UFC 203: Miocic vs. Overeem           | 10/09/2016 | 3     | 5:00  | Cleveland, Ohio   |       |
| Derrota | 9-2    | Josh Samman              | Finalização (mata-leão)            | TUF 21 Finale                         | 12/07/2015 | 1     | 2:52  | Las Vegas, Nevada |       |
| Vitória | 9-1    | Trevor Smith             | Nocaute Técnico (joelhada e socos) | UFC Fight Night: Shogun vs. St. Preux | 08/11/2014 | 1     | 0:31  | Uberlândia        |       |
| Vitória | 8-1    | Luke Zachrich            | Nocaute Técnico (socos)            | UFC on Fox: Werdum vs. Browne         | 19/04/2014 | 1     | 0:44  | Orlando, Florida  |       |
| Vitória | 7-1    | Nick Ring                | Decisão (unânime)                  | UFC Fight Night: Hunt vs. Pezão       | 07/12/2013 | 3     | 5:00  | Brisbane          |       |
| Vitória | 6-1    | Karlos Vemola            | Finalização (mata leão)            | UFC on Fuel TV: Nogueira vs. Werdum   | 08/06/2013 | 2     | 2:29  | Fortaleza         |       |
| Derrota | 5–1    | Buddy Roberts            | Decisão (unânime)                  | UFC on FX: Johnson vs. McCall         | 08/06/2012 | 3     | 5:00  | Sunrise, Florida  |       |
| Vitória | 5–0    | Ismael de Jesus          | Decisão (dividida)                 | Shooto - Brazil 27                    | 02/12/2011 | 3     | 5:00  | Brasília          |       |
| Vitória | 4–0    | Messias Pai de Santo     | Finalização (mata leão)            | AF - Amazon Fight 7                   | 03/03/2011 | 1     | 3:05  | Belém             |       |
| Vitória | 3–0    | Otavio Lacerda           | Nocaute Técnico (socos)            | AF - Amazon Fight 5                   | 14/10/2010 | 1     | 4:58  | Belém             |       |
| Vitória | 2–0    | Paulo Henrique Rodrigues | Decisão (dividida)                 | IMC - Iron Man Championship 5         | 11/03/2010 | 3     | 5:00  | Belém             |       |
| Vitória | 1–0    | Maurilio de Souza        | Finalização (omoplata)             | Shooto - Brazil 13                    | 27/08/2009 | 3     | 3:25  | Fortaleza         |       |